# Tacca bibracteata
Tacca bibracteata là một loài thực vật có hoa trong họ Dioscoreaceae. Loài này được Drenth miêu tả khoa học đầu tiên năm 1972.